# Consommation d'énergie domestique
La consommation d'énergie domestique est la quantité totale d'énergie utilisée dans une maison. La quantité d'énergie utilisée par ménage varie considérablement en fonction du niveau de vie du pays, du climat, de l'âge et du type de résidence.
Aux États-Unis à partir de 2008, dans un ménage moyen dans un climat tempéré, l'utilisation annuelle de l'énergie domestique peut être composée comme suit :
| Usages                                           | Consommation d'énergie (en KWh par an) |
| ------------------------------------------------ | -------------------------------------- |
| Chauffage                                        | 12 000                                 |
| Chauffe-eau                                      | 3 000                                  |
| Création de froid (réfrigérateur et congélateur) | 1 200                                  |
| Éclairage                                        | 1 200                                  |
| Lavage et séchage                                | 1 000                                  |
| Cuisine                                          | 1 000                                  |
| Équipement électrique divers                     | 600                                    |

Cela équivaut à une consommation électrique instantanée moyenne de 2 kW en permanence.
En 2015, la consommation annuelle moyenne d'électricité des ménages aux États-Unis était de 10 766 kWh. 